# Бравски Ваганац (Босански Петровац)
Бравски Ваганац је насељено мјесто у Босни и Херцеговини, у Општини Босански Петровац, које административно припада Федерацији Босне и Херцеговине. Према попису становништва из 2013. у насељу је живјело свега 19 становника.

## Становништво
| Националност       | 1991. | 1981. | 1971. | 1961. |
| Срби               | 100   | 146   | 225   | 339   |
| Југословени        | 1     | 13    |       |       |
| остали и непознато |       |       |       | 1     |
| Укупно             | 101   | 159   | 225   | 340   |

| Демографија | Демографија | Демографија |
| Година      | Становника  | Становника  |
| ----------- | ----------- | ----------- |
| 1961.       | 340         |             |
| 1971.       | 225         |             |
| 1981.       | 159         |             |
| 1991.       | 101         |             |